# Бегич, Эдина
Эдина Бегич (босн. Edina Begić; род. 9 октября 1992, Тузла, Босния и Герцеговина) — боснийская волейболистка. Нападающая-доигровщица.

## Биография
Эдина Бегич родилась в Тузле, куда из города Братунац незадолго до её рождения переехала её семья. В школе Эдина начала заниматься баскетболом, а после возвращения в 2004 году семьи (отец Рефик, мать Незира и брат Эдин) в Братунац в школьной секции переквалифицировалась в волейбол. В волейбольном клубе города Бегич выступала в молодёжных соревнованиях и во второй лиге чемпионата Республики Сербской.
В 2009 Бегич перешла в команду «Имзит-Добриня» из Сараево, в составе которой выиграла «бронзу» чемпионата Боснии и Герцеговины и «серебро» Кубка страны. В 2010—2011 один сезон отыграла в команде «Герцеговац» (Билеча), после чего переехала в США, где поступила в Арканзасский университет в Литл-Роке и выступала за университетскую команду в различных студенческих соревнованиях, в том числе в чемпионатах Национальной ассоциации студенческого спорта (англ. National Collegiate Athletic Association, сокр. NCAA).
После окончания университета в 2015 году Бегич вернулась в Европу и заключила контракт с итальянской командой серии А2 «Соверато», а спустя год — уже с «Саугеллой» из Монцы, выступающей в серии А1 чемпионата Италии. В её составе дважды становилась победителем еврокубковых соревнований (Кубка вызова ЕКВ в 2019 и Кубка ЕКВ в 2021), а в 2021 — бронзовым призёром итальянского чемпионата. В том же году переехала в Россию, где заключила контракт с московским «Динамо».
В январе 2009 года Бегич в 16-летнем возрасте дебютировала в национальной сборной Боснии и Герцеговины, приняв в её составе участие в отборочном турнире чемпионата мира. В 2021 впервые со своей сборной приняла участие в Евролиге и стала победителем в серебряном дивизионе этого турнира, а также признана самым ценным игроком (MVP) соревнований. В том же году впервые в составе сборной Боснии и Герцеговины квалифицировалась на чемпионат Европы. 

### Клубная карьера
- 2004—2009 —  «Братунац»;
- 2009—2010 —  «Имзит-Добриня» (Сараево);
- 2010—2011 —  «Герцеговац» (Билеча);
- 2011—2015 —  «Литл-Рок Троджэнс» (Литл-Рок);
- 2015—2016 —  «Соверато»;
- 2016—2021 —  «Саугелла» (Монца);
- 2021—2022 —  «Динамо» (Москва);
- 2022—2023 —  «Веро Воллей» (Монца);
- 2023—2024 —  «Кузейбору» (Аксарай).
- с 2024 —  «Бэйцзин Байк Мотор» (Пекин).

## Достижения

### С клубами
- бронзовый призёр чемпионата Боснии и Герцеговины 2010.
- серебряный призёр розыгрыша Кубка Боснии и Герцеговины 2010.
- серебряный (2023) и бронзовый (2021) призёр чемпионатов Италии.
- бронзовый призёр розыгрыша Кубка России 2021.
- бронзовый призёр чемпионата России 2022.

- победитель розыгрыша Кубка Европейской конфедерации волейбола 2021.
- победитель розыгрыша Кубка вызова ЕКВ 2019.

### Со сборной
- победитель розыгрыша серебряной Евролиги 2021.

### Индивидуальные
- 2021: MVP (самый ценный игрок) серебряной Евролиги 2021.